# Zalambdalestes
Zalambdalestes – wymarły, niewielki ssak żyjący na terenie dzisiejszej Gobi w późnej kredzie.

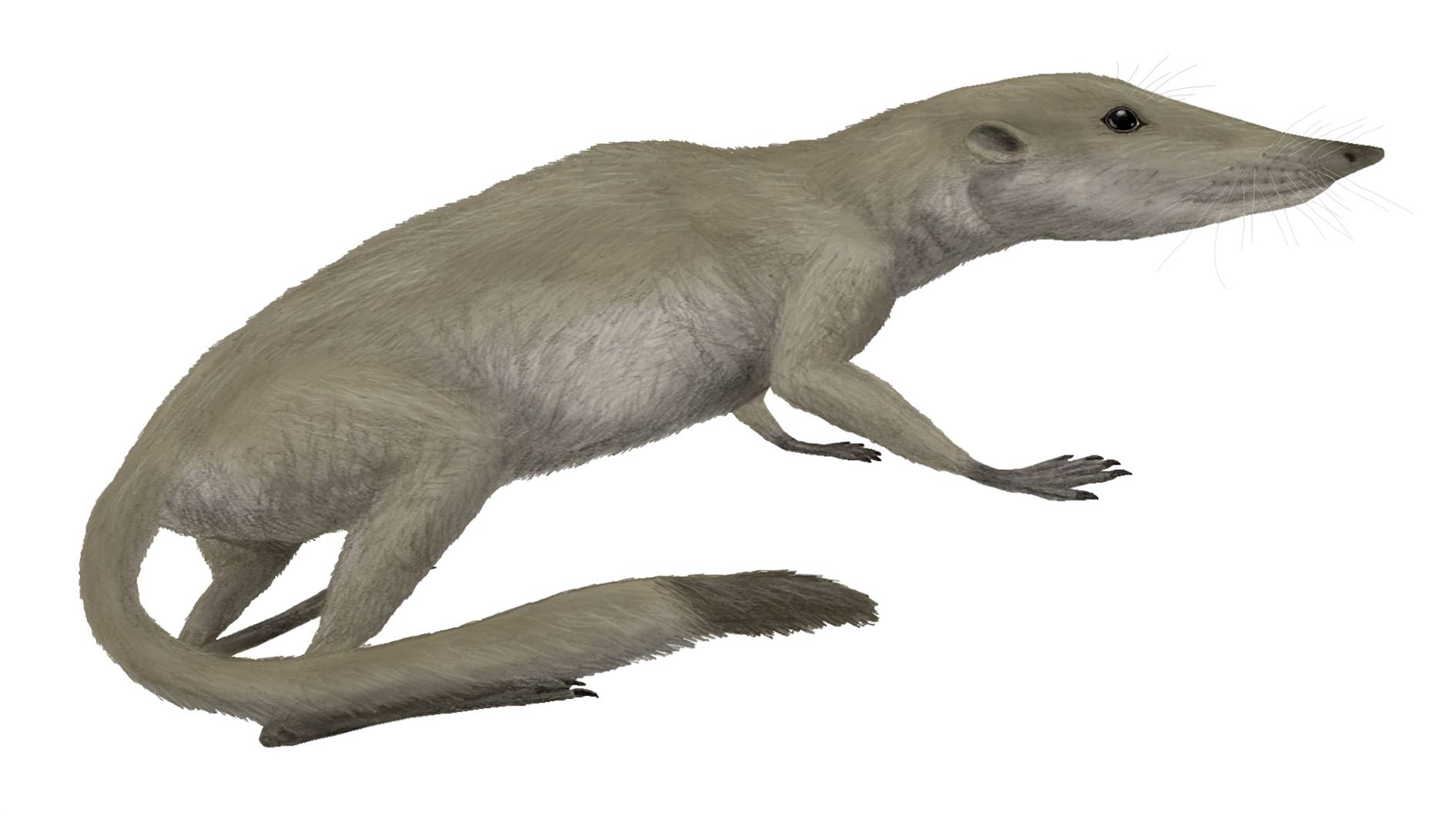

Osiągał do 20 cm długości ciała, a czaszka mierzyła 5 cm. Ze względu na duże oczodoły sądzi się, że prowadził nocny tryb życia. Drapieżny, polował na owady. 